# Steven R. McQueen
Steven Chadwick McQueen (13 de julio de 1988), conocido como Steven R. McQueen, es un actor y modelo estadounidense. Es conocido por su interpretación de Jeremy Gilbert en la serie de televisión The Vampire Diaries y Jimmy Borelli en las series de televisión Chicago Fire, Chicago P.D..
Es nieto del célebre actor de Hollywood Steve McQueen, quien tiene origen inglés.

## Biografía

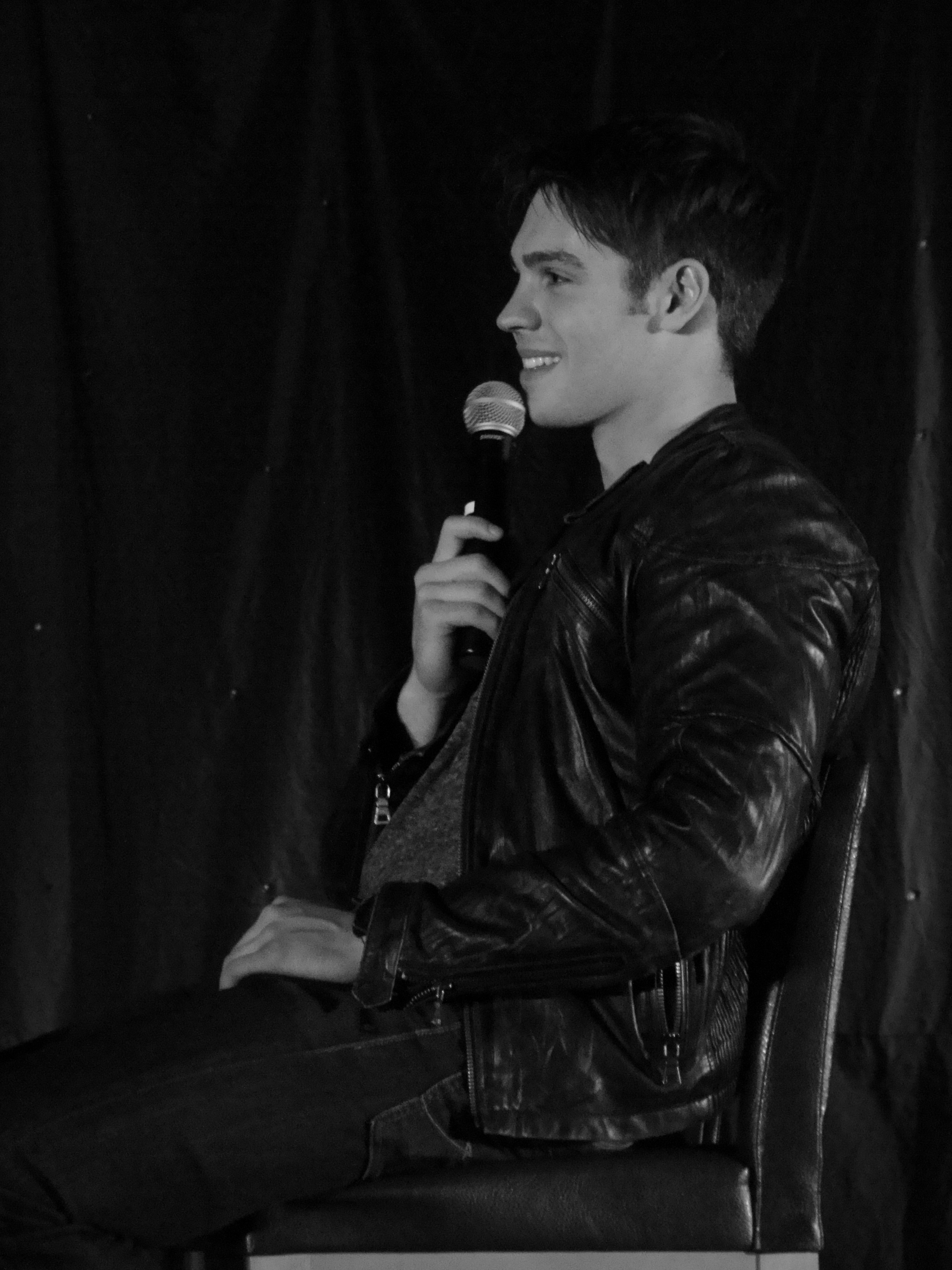
Steven McQueen

Steven Chadwick McQueen es hijo del conductor de autos de carrera Chad McQueen, nieto del actor estadounidense Steve McQueen y de la actriz filipina Neile Adams. Su madre es la también actriz Stacey Rae Toten (actualmente conocida como Stacia R. Robitaille), siendo por el segundo matrimonio de su madre, hijastro del exjugador profesional canadiense de Hockey sobre hielo, Luc Robitaille, miembro del Hall de la Fama de la NHL (National Hockey League). La inicial “R” de su nombre artístico es tanto un homenaje a su padrastro, siendo entonces una abreviación de su apellido; y a su vez es en honor a su madre, por ser también la sigla de su segundo nombre.
Steven tiene dos medios hermanos por parte de padre: Chase (1995) y Madison (1997) McQueen, y uno por parte de madre: Jesse Robitaille (cantante, escritor y guitarrista conocido como "Jessarae"). A su vez es primo de la actriz Molly McQueen Flattery (hija de la desaparecida Terry Leslie McQueen). 
Su abuela Neile es tía de la socialité española Isabel Preysler, por lo tanto, Steven es primo segundo de los cantantes Julio Iglesias Jr. y Enrique Iglesias, de la presentadora Chábeli Iglesias y de la socialité Tamara Falcó.
Se le vinculó afectivamente con su compañera de serie, la actriz Candice Accola. Aunque nunca hicieron oficial su relación, se les vio, en varias oportunidades, exhibiendo públicamente su amor entre los años 2010-2011. También se lo relacionó con la actriz de Disney Chelsea Kane.

### Carrera

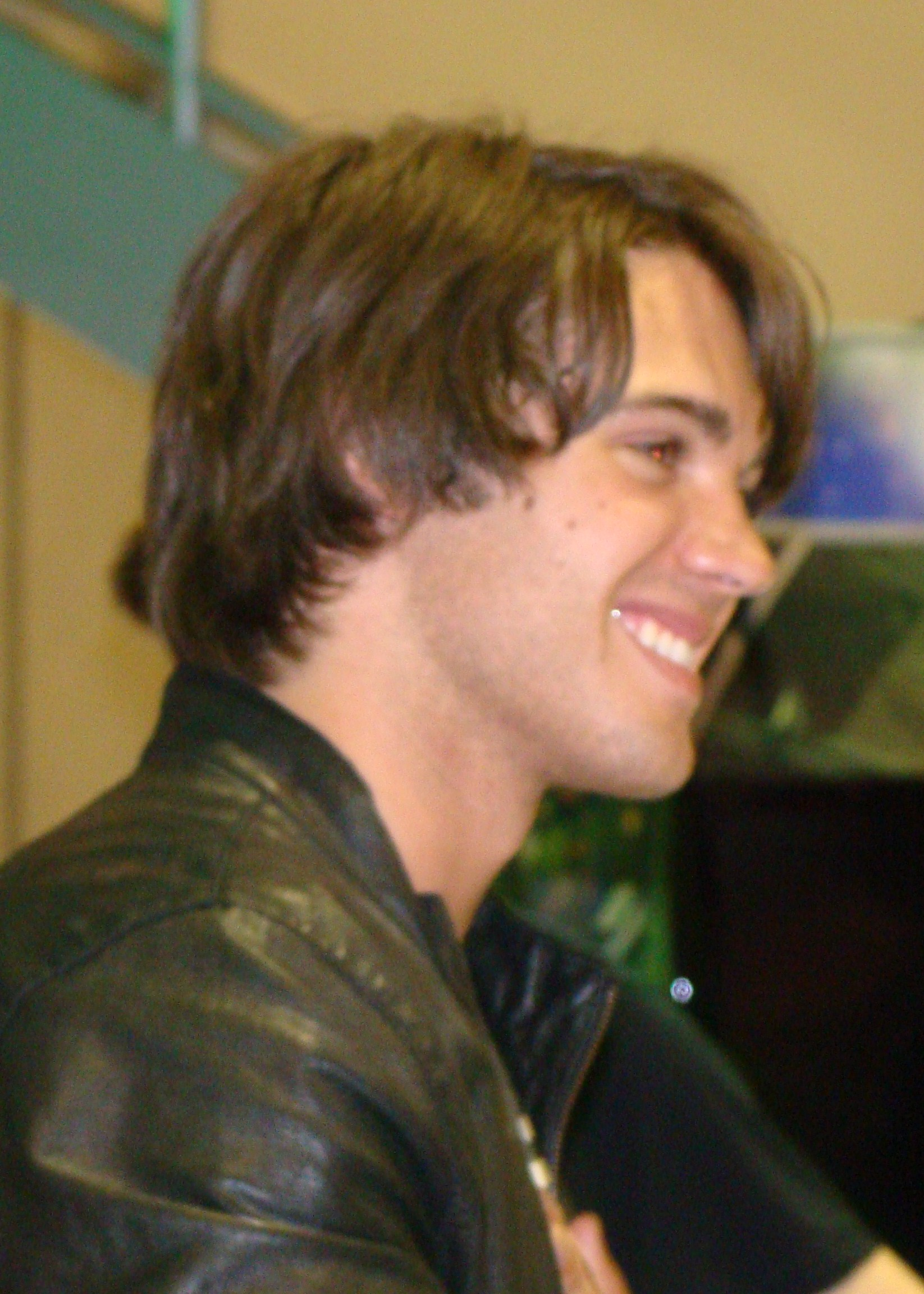
McQueen en julio de 2010

McQueen ha construido su trayectoria como intérprete a partir de una serie de apariciones en televisión. Tuvo un papel recurrente como prodigio musical en Everwood y un papel principal en la película de Disney Channel, Minutemen. Fue actor invitado en series como CSI: Miami, Without a Trace, Numb3rs y Threshold.
En la pantalla grande, McQueen apareció en la película independiente Club Soda, por la que ganó el Premio del Público al Mejor Actor en el Beverly Hills Film Festival. Apareció también en la ya citada Minutemen, American Breakdown y en la película de ciencia ficción Piranha 3-D con Elizabeth Shue y Jerry O'Connell.
Steven, quien mide 1,83 m., es experto en artes marciales, hockey sobre hielo, kickboxing y equitación.

#### The Vampire Diariesy Jeremy Gilbert
Steven R. McQueen interpreta a Jeremy Gilbert, un adolescente con problemas de drogas, embarcado en un camino de autodestrucción desde la muerte de sus padres, en el drama de The CW Television Network, denominado The Vampire Diaries. Es el hermano menor de Elena Gilbert, interpretada por la actriz Nina Dobrev. Interpreta a Jeremy como parte del elenco principal desde 2009 (temporada 1) hasta su salida de la serie en 2015 (temporada 6) Posteriormente se convierte en estrella invitada en otros episodios.

## Premios
Ha ganado el premio a Mejor Actuación Masculina en el Beverly Hills Film Festival por su papel en el film Club Soda en 2006.

## Filmografía
| Películas  | Películas           | Películas      | Películas                             |
| Año        | Película            | Personaje      | Notas                                 |
| ---------- | ------------------- | -------------- | ------------------------------------- |
| 2006       | Club Soda           | The Kid        | película independiente                |
| 2008       | Minutemen           | Derek Beaugard | película de televisión                |
| 2010       | Piranha 3-D         | Jake Forester  | película de cine                      |
| 2020       | The Warrant         | Cal Breaker    | Elenco principal, película de TV      |
| Televisión |                     |                |                                       |
| Año        | Título              | Personaje      | Notas                                 |
| 2005       | Threshold           | Jordan Peters  | 1 episodio                            |
| 2005       | Everwood            | Kyle Hunter    | 2005-2006 (7 episodios)               |
| 2008       | Numb3rs             | Craig Ezra     | 1 episodio                            |
| 2008       | Without a Trace     | Will Duncan    | 1 episodio                            |
| 2008       | CSI: Miami          | Keith Walsh    | 1 episodio                            |
| 2009—2015  | The Vampire Diaries | Jeremy Gilbert | Elenco principal, serie de TV The CW  |
| 2015—2016  | Chicago Fire        | Jimmy Borelli  | Elenco Principal, serie de TV         |
| 2016       | Chicago P.D.        | Jimmy Borelli  | Invitado Especial 2 Episodios         |
| 2018       | Legacies            | Jeremy Gilbert | Invitado Especial, serie de TV The CW |
| 2018       | Medal of Honor      | Joseph Vittori | Elenco principal, película documental |